# オブザーバトリー・サークル1番地
オブザーバトリー・サークル1番地（英語: Number One Observatory Circle）はアメリカ合衆国副大統領の官邸である。ワシントンD.C.のアメリカ海軍天文台の敷地内の北東にあり、1893年に天文台の管理者のために建てられた。1923年、この邸宅をとても気に入ったアメリカ海軍作戦部長（CNO）が自分のために引き継いだ。1974年に議会が臨時の副大統領官邸としての変更を承認するまで作戦部長の住居のままだった。実際、今でも法律では「アメリカ副大統領の公式臨時官邸」となっている。1974年の議会の承認はこの邸宅の改装や家具の費用を補っていた。
1974年にオブザーバトリー・サークル1番地は副大統領が使える様になったが、副大統領がこの邸宅に常時居住する様になるまで3年以上の月日が流れた。ジェラルド・R・フォード副大統領はこの邸宅が使える様になる前に大統領に昇格した。彼の副大統領だったネルソン・ロックフェラーは既にワシントンD.C.に住居を持っていたため、主として余暇の時にこの邸宅を使っていたが、ロックフェラーはこの邸宅に数百万ドル相当の家具を寄付した。 ウォルター・モンデール副大統領がこの邸宅に入居した最初の副大統領だった。それ以降はすべての副大統領がここに住んでいる。
2001年初頭、副大統領官邸はアメリカ海軍によって改装され、当時のディック・チェイニー副大統領とその家族の入居がわずかに遅れる事になった。同様に、カマラ・ハリス副大統領も改修工事が理由で、2021年4月まで引っ越しを遅らせた。

## 歴史

### 初期の歴史

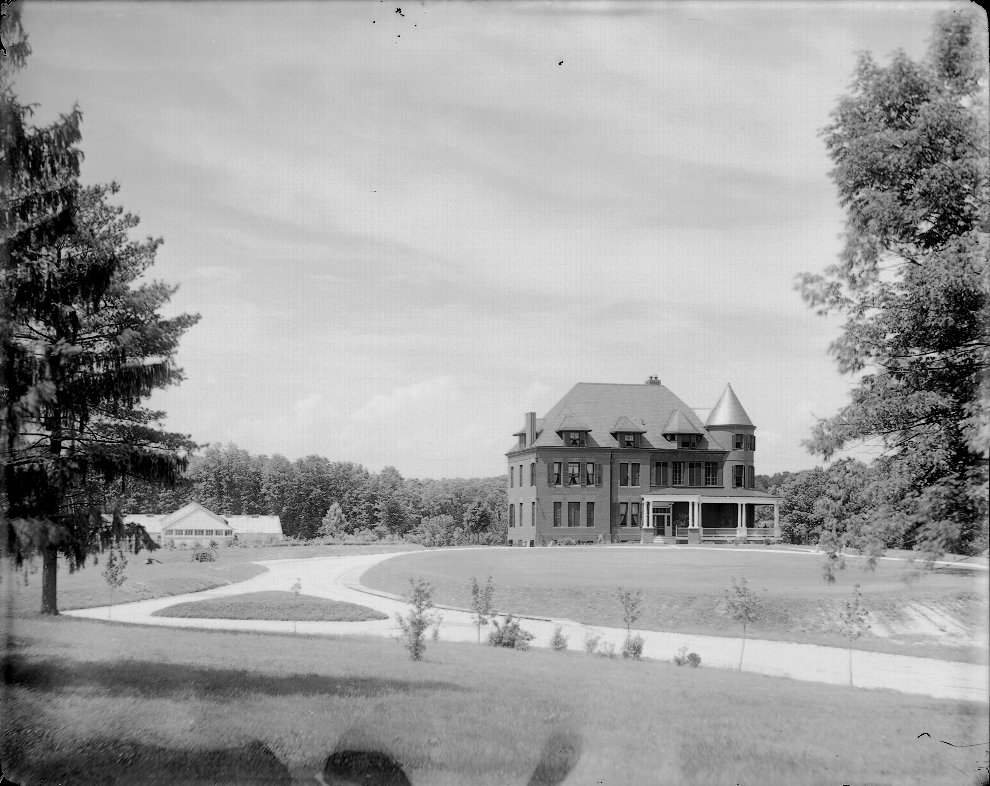
1893年にテラコッタの煉瓦で建てられたクイーン・アン様式の邸宅は
1960年まで外壁に塗装はされていなかった。

オブザーバトリー・サークル1番地の邸宅は建築家のレオン・E・デッセスが設計し、1893年に最初の居住者であった海軍天文台の管理者が用いるため2万ドル（2019年時点の569,111ドルに相当）で建てられた。 邸宅の敷地は元々1880年に海軍が購入したノースビューと呼ばれる73エーカー（30ヘクタール）の農場の一部にあたる13エーカー（5.3ヘクタール）の土地だった。ノースビューは、1862年に同地区で奴隷制度が廃止された当時、最大の奴隷所有者のひとりであったマーガレット・バーバー未亡人の地所であった  。それはホワイトハウスからわずか2.5マイルの位置にあり、その真南の位置にはイギリス大使館がある。天文台はフォギー・ボトムから新たな場所に移され、邸宅が完成した同じ年から12人の天文台管理者が、当時「管理者の家」として知られていた場所に住んだ。1928年、公法630号の可決により、議会は海軍作戦部長のためにこの邸宅を割り当て、1929年6月にはチャールズ・ヒューズが「提督の家」と呼ばれるようになった邸宅の最初の居住者となった。その後の45年間、リチャード・リー、チェスター・ニミッツ、エルモ・ズムウォルトなどの提督の邸宅として用いられた。邸宅の外壁は建てられた当時は濃い赤レンガ色だったが、1960年にフェザーグレーに塗装された。1963年には白（シャッターは黒）に変更され、現在はクリーム色になっている。

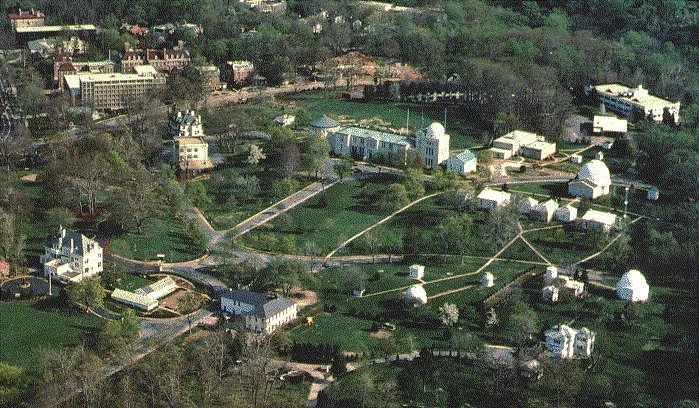
アメリカ海軍天文台の航空写真の左下にオブザーバトリー・サークル1番地の建物が見える。

### 歴代副大統領の住居と法律
それまでの歴代の副大統領経験者は、在任中の間ホテルや私邸に住んでいた。1923年、ジョン・B・ヘンダーソン上院議員の未亡人は、亡き夫を称えるため、新築の家を公邸として提供すると申し出た。1921年から1923年までの副大統領在任中、ホテル住まいだったカルビン・クーリッジ大統領は、自伝の中で「副大統領のために適切な維持管理がなされた公邸が提供されるべきだ」とし、「一時的な居住者の経済能力に左右されない、恒久的な居住地と執務室を定めるべきだ」と書いている。
1966年、議会はケネディ大統領暗殺事件を受けて「コロンビア特別区にアメリカ合衆国副大統領官邸」を設置し、「アメリカ海軍天文台の敷地の内約10エーカー」をその用途に指定する法律を可決したが、その1ヶ月後、リンドン・ジョンソン大統領は経済が回復するまで建設の中断を決断し、建設が再開される事はなかった。正式な場所は後にアメリカ会計検査院（GAO）と海軍が決定し、ベトナム戦争が終わって予算の目途がついた時点で建設が開始される事になっていた。その間、シークレットサービスはヒューバート・ハンフリー、スピロ・アグニュー、ジェラルド・フォードの各副大統領の私邸の高額な改装費用を支払った。
アグニューは1973年に辞任する前の3ヶ月間のみ彼の私邸に住んだが、彼はその後間もなく政府が改装予算（シークレットサービスのための追加の部屋、フェンス、新たな私道など）を費やした邸宅を転売して大きな売却益をえた。これはちょっとしたスキャンダルとなり、その後の調査で私邸を確保し続けるより、すぐ新たな副大統領官邸を設置した方が安上がりである事が判明した。

### ロックフェラーとモンデール
1974年7月、議会は現職の海軍作戦本部長が退任した時点で、提督の邸宅を「アメリカ副大統領の臨時公式官邸」とする新法を可決した。リチャード・ニクソンが大統領を辞任し、海軍作戦本部長がワシントン海軍工廠のA屯所に移った後、その秋の後半に臨時の副大統領官邸となる様に提督の邸宅の準備に取り掛かった。 エルモ・ズムウォルトは副大統領の官邸になる前、オブザーバトリー・サークル1番地に住んだ最後の海軍司令官であった。ズムウォルトはこの選択に満足していなかったため、1976年の上院選でバージニア州の上院議員ハリー・F・バード・ジュニアに対抗するには十分な理由となった。
1974年の改装では、建物の施設を交換して更新し、内壁を取り除いていくつかの部屋の大きさを増加させた。 この改装の一環として内装は白に塗られ、壁はさまざまな無彩色の色になった。内部や外部空間の歴史性への配慮はなされず、内部の空間や外観を建設当時や初期の状態に復元しようとする試みは一切行われていない。外装は1961年当時の白い塗装がそのまま残されており、1895年の写真に写っている2階のシャッターが再設置された。

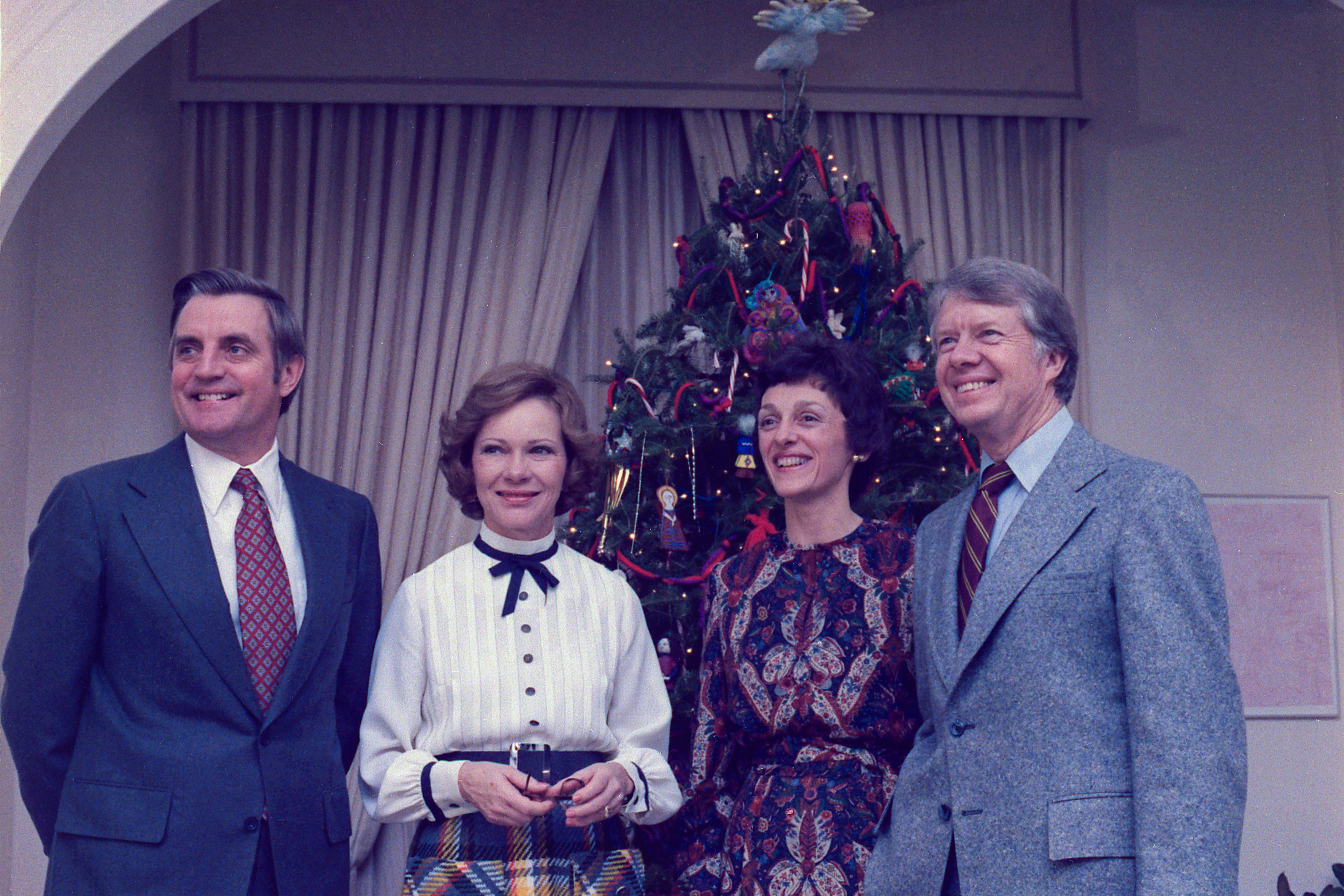
ウォルター・モンデール副大統領夫妻とカーター大統領夫妻

1975年9月、この邸宅は正式に副大統領官邸とされた。もし、リチャード・ニクソン大統領が辞任せず、ジェラルド・フォード副大統領にホワイトハウスを委ねなければ、フォードがこの邸宅の最初の居住者となっていた。 後任のネルソン・ロックフェラー副大統領は、代わりにもっと大きな私邸に住む事を選び、「提督の邸宅」は接待のためのみに使用した。1977年1月にウォルター・モンデールがこの邸宅に住む初の副大統領となり、それ以来すべての副大統領の官邸として機能している。

### その後の副大統領
新しい副大統領官邸を建てる代わりとして、オブザーバトリー・サークル1番地の大規模な改装が続けられた。1976年、海軍は276,000ドルを費やして、22台の窓付けエアコンを蒸気暖房とセントラルヒーティングに置き換えた。 雨漏りがした屋根は1980年にスレートに置き換えられた。1981年にブッシュ副大統領夫妻が入居した際はカーペット、家具、椅子張りのために187,000ドルが集められ、翌年にはポーチの屋根の修理に34,000ドルを費やした。 水の浸透によって損傷した内壁と外壁の修理費用は225,000ドルに達し、さらに8,000ドルが小さな主寝室を作るために費やされた。1989年に就任したダン・クエール副大統領は入居を1ヶ月遅らせ、3階に子供用の寝室、車椅子でも利用可能な玄関、副大統領室にある浴室のアップグレードなどを含む300,000ドルの大規模な改修を行った。1989年にはパッティンググリーン、1991年にはプール、温水浴槽、プールハウスが追加されたが、これらはすべて個人の寄付によって賄われた。同時期に屋上には525平方フィート（49㎡）のスカイライト付きエクササイズルームが追加され、多数のセキュリティ強化も行われた。
1991年、邸宅の維持管理にあたっていた海軍は議会が常設の副大統領官邸（公式の計画では提督の家の隣）を建設する意思がないと判断し、邸宅の大幅な改造と修復を選択した。1993年、アル・ゴアは1974年以来の大規模な改装を可能とするため、邸宅への入居を半年近く遅らせる事に同意した。160,000ドルを費やした修復では暖房、空調、配管の交換やアスベストの除去、電気の再配線や換気システムの交換、ポーチが復元され、2階の家族スペースのアップグレードが行われた。
ブッシュ副大統領はこの邸宅で過ごした8年の間に、900を超えるパーティーを主催した。
ダン・クエール副大統領在任中の1991年には非営利団体「副大統領官邸財団」が設立され、官邸の改装のために公的資金を調達するようになった。また、クエールはエクササイズルームやプールを増築した。
マイク・ペンス副大統領とセカンドレディのカレン・ペンスは、2017年に夫人が敷地内に養蜂箱を設置した以外、公邸にはほとんど手を加えなかった。
現任の副大統領のカマラ・ハリスとセカンド・ジェントルマンのダグラス・エムホフは、2021年4月7日にオブザーバトリー・サークル1番地に入居した。夫妻の引っ越しは、公邸の改修中だったため延期されていた。 夫妻は改修中、ブレアハウスに居住していた。

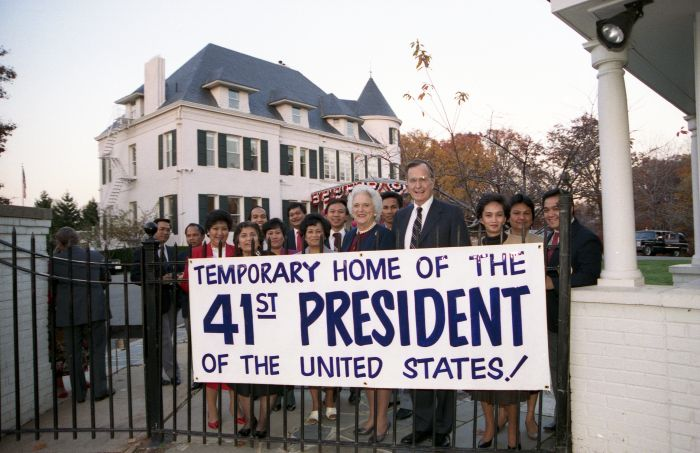
1988年の大統領選に勝利したジョージ・H・W・ブッシュ副大統領とバーバラ夫妻
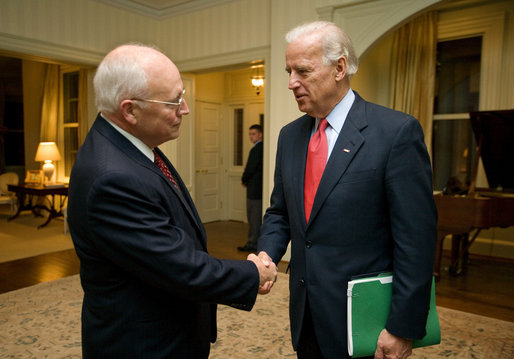
握手する当時のディック・チェイニー副大統領と次期副大統領に当選したジョー・バイデン候補者
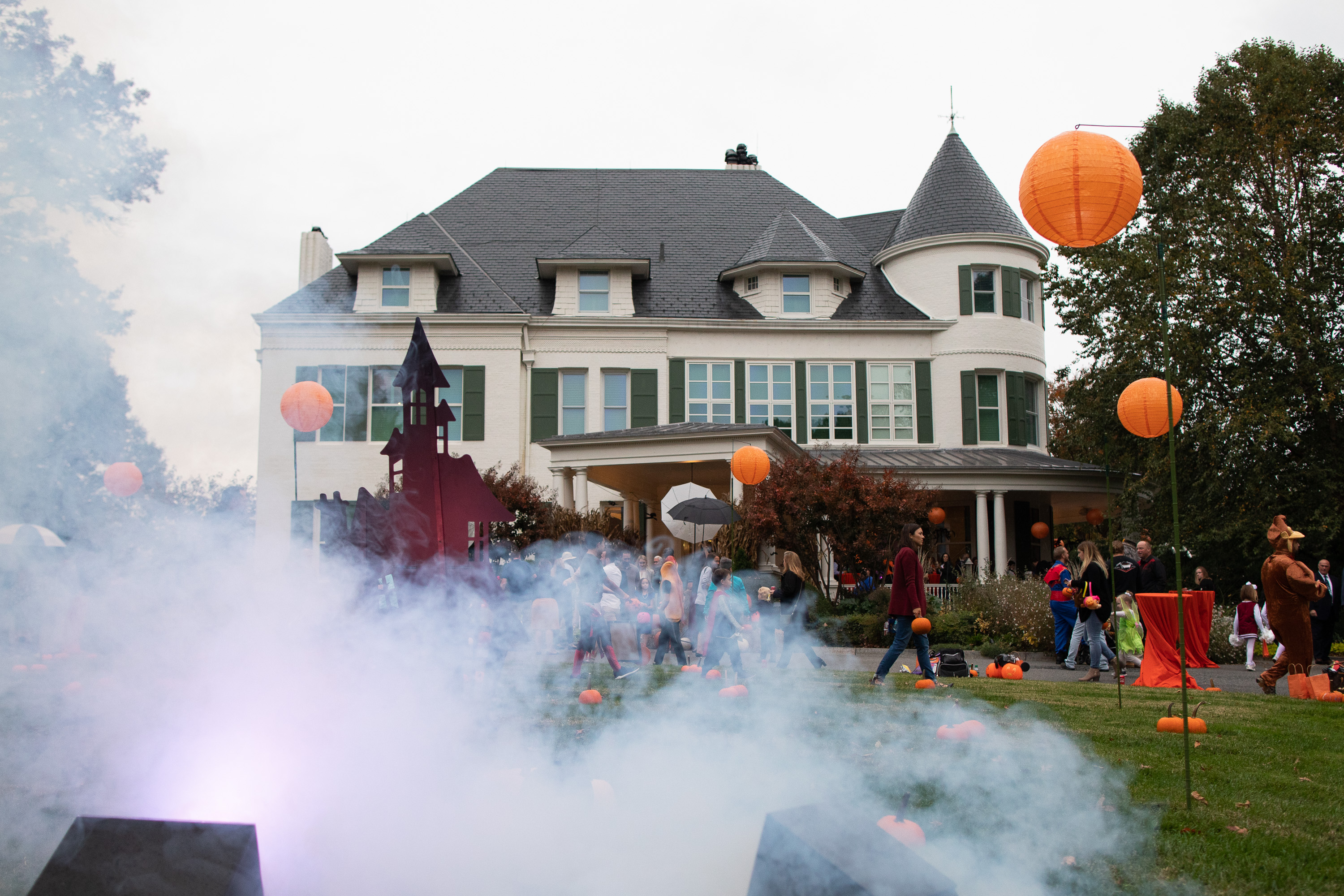
2019年にマイク・ペンス副大統領が開いたハロウィンイベント

## 建築と装飾

### クイーン・アン様式

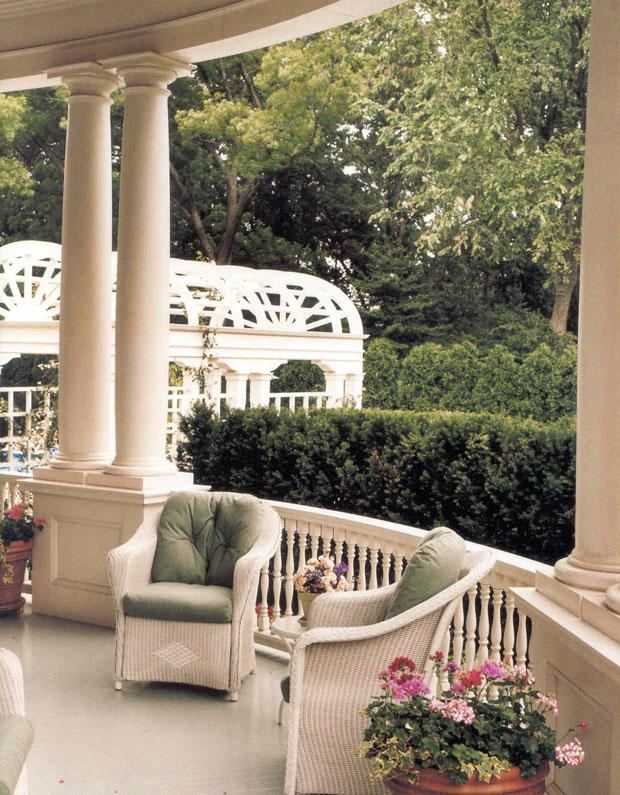
アル・ゴア副大統領の在任中に撮影された邸宅の前を覆う様な広大なポーチ

この邸宅は19世紀後半の四半世紀に流行したクイーン・アン様式で建てられた。
クイーン・アン様式の特徴は非対称な間取り、共通の中央ホールがなくお互いに開口する部屋の連なり、丸いタレットルーム、暖炉の近くのイングルヌック、1階をおおう広いベランダなどで、そのすべての特徴がオブザーバトリー・サークル1番地で見られる。
建てられた時の邸宅の外壁はテラコッタの煉瓦で覆われていた。木のトリムは暖かみのあるパテグレーで、木製のポーチはパテグレーと白の組み合わせで塗装された。窓枠と方立は同じくグレーに塗られ、シャッターはオリーブグリーンに塗られていた。内部は主に海軍天文台の管理者の私物の調度品が置かれ、後に海軍作戦部長の調度品が置かれた。内部を写した当時の古写真には19世紀に中流階級が用いたイーストレイクを含む様々なスタイルの家具が写っている。壁は模様入りの壁紙で覆われていた。
20世紀の最初の10年間でヴィクトリアン様式の建築は流行遅れになり始めていた。元々レンガ造りや複雑な塗装が施されていた木造住宅の多くが白塗りにする事で簡素化・「植民地様式化」された。これは外壁だけでなく内装にも頻繁に行われ、マホガニー、4つ割りのオーク、アメリカ栗、ウォールナットなどの取付家具で部屋を明るくし、より現代的な印象にするために白で塗り重ねられる事が多かった。1961年には邸宅の外壁が白く塗られ、現在でもその色が残されている。

### レイアウト
3階建ての煉瓦造りで、ホワイトハウスに比べはるかに小ぶりなこの邸宅のサイズは39×77フィート（12 m×23 m）、9,150 平方フィート（850平方メートル）の床面積である。邸宅の1階部分にはダイニングルーム、ガーデンルーム、リビングルーム、ラウンジ、パントリーキッチン、レセプションホール、リビングルーム、ベランダがある。2階には追加された寝室、私室、マスタースイート、および書斎が含まれている。屋根裏部屋はかつては使用人の宿舎として使われ、現在は4室の寝室となっている。メインの台所は地下に位置している。

### 内装
1974年の改修後この邸宅に置かれた家具のほとんどは、20世紀に作られた植民地様式もしくはフェデラル様式の複製であった。特筆すべき例外はネルソン・ロックフェラーによって邸宅に持ち込まれたベッドであった。シュルレアリスムの芸術家のマックス・エルンストによってデザインされたこのベッドは「ケージ」ベッドと呼ばれ、頭板はギリシャのペディメント型で幅木がペディメントの下にあった。ロックフェラー家は永久にベッドを提供する事を2度にわたって打診したが、 ジョージ・H・W・ブッシュ副大統領とダン・クエール副大統領の両方に断られた。ロックフェラー夫人が官邸にバーバラ・ブッシュを訪ねた際にベッドの寄贈を申し出たが、ブッシュ夫人は「この官邸はあなたをいつでも歓迎しますが、自分のベッドを持ってくる必要はありません」と答えた。ロックフェラー夫妻は「大いなる無知」（The Great Ignoramus ）と呼ばれるリトグラフ、いくつかの韓国のアンティークと日本の箪笥、その他十数点を邸宅に残した。
モンデールが官邸に入居した時、ジョーン・モンデール夫人はより飽和した室内装飾品や壁の色と現代美術を導入した。 ロックフェラー家同様、モンデールは官邸に複数のアジアのアンティークを持ち込んだ。ブッシュ時代の官邸はインテリアデザイナーのマーク・ハンプトンとの共同作業のもと、青磁、ライム、水色を基調とした内装になった。クエールは内装をライムグリーンからオフホワイトに変えた。ゴア夫妻は新しいダイニングテーブルの追加、図書室のための新たな家具の追加、敷地とポーチの大幅な改装を監督し、屋外での娯楽に適したものにした。チェイニー夫妻が入居する直前に冷暖房関連の作業が行われ、内装も塗り替えられた。チェイニー夫妻はこの邸宅にいくつかの現代美術作品を持ち込んだ。

## プライバシーと保安体制

### プライバシー
オブザーバトリー・サークル1番地はホワイトハウスや海軍天文台本体とは異なり、一般を対象とした公開は行われていない。

### 地下壕
アメリカ同時多発テロ事件後の2002年12月、当時チェイニーが住んでいたオブザーバトリー・サークル1番地の近隣住民は大きな爆音や工事音の苦情を訴えた。振動は何度か発生し、5秒にも及ぶ物で近隣住宅の壁にかけられた鏡が落ちる事もあった。この工事に苦情を申し立てた近隣住民は天文台の管理者から「国家安全保障と国土防衛のための機密性が高く、プロジェクトの特定情報は機密扱いで内容は公表できない」との手紙を受け取った。各方面から核シェルターの建設が推測された。
2009年、就任したばかりのジョー・バイデン副大統領が邸宅の地下に「9・11」の地下壕がある事を明らかにしたと報じられた。 その翌日バイデンの報道官エリザベス・アレクサンダーは「副大統領がコメントで述べたのは一部報道で示唆された様な地下施設ではなく、チェイニー副大統領とその側近が頻繁に使用していた官邸2階の作業スペースだった」と説明した。クリスチャン・サイエンス・モニターは、バイデンの発言は、実際には敷地内にある海軍が運営する望遠鏡のひとつにつながるトンネルの事を指していると報道した。